# Reinhard Scheer
Reinhard Scheer (30 de septiembre de 1863-26 de noviembre de 1928) fue almirante de la Marina Imperial alemana, a la que se unió en 1879 como cadete. Progresó hasta llegar a ser comandante de numerosos cruceros y acorazados, y hombre fuerte en el Ejército Imperial. Al estallido de la Primera Guerra Mundial Scheer era comandante del II Escuadrón de Cruceros de Batalla de la Flota de Alta Mar alemana, y a continuación tomó el mando del III Escuadrón, compuesto por los más modernos y poderosos navíos de la Marina Imperial. En enero de 1916 fue ascendido a Almirante y tomó el control de toda la Flota de Alta Mar, a la que lideró en la Batalla de Jutlandia entre el 31 de mayo y el 1 de junio de 1916, una de las mayores confrontaciones navales de la historia.
Tras esta batalla, Scheer unió su voz a los que pedían la guerra submarina sin restricciones contra los Aliados de la Triple Entente, algo que el Káiser Guillermo II de Alemania permitió finalmente. En agosto de 1918, Scheer fue nombrado Jefe del Estado Mayor Naval, siendo sustituido por el almirante Franz von Hipper como comandante de la Flota de Alta Mar. Juntos planearon una última batalla contra la Gran Flota británica, pero el amotinamiento de los marineros alemanes, cansados de un conflicto ya perdido, provocó su cancelación. Scheer se retiró al acabar la guerra, en 1918.
Hombre estricto y disciplinado, en la Marina Scheer era conocido popularmente como «El hombre de la máscara de hierro», debido a su apariencia severa. En 1919 escribió sus memorias sobre la guerra y en 1925 su autobiografía. Murió en Marktredwitz en 1928 y fue enterrado en el cementerio municipal de Weimar. La marina alemana durante la República de Weimar, la Reichsmarine, lo homenajeó con la botadura en 1933 del crucero pesado Admiral Scheer.

## Carrera en la Marina
Reinhard Scheer nació en Obernkirchen, Baja Sajonia, en una familia de clase media, procedencia que en un principio dificultó su carrera naval en una Marina dominada por las familias ricas. Ingresó en la marina como cadete el 22 de abril de 1879, con 15 años. Su primer destino en el mar fue la fragata SMS Niobe, donde comenzó a aprender navegación e ingeniería. De vuelta en Alemania ingresó en la Escuela Naval de Kiel para formarse como oficial. Recibió solo una escasa calificación de «satisfactorio» en su primer año como cadete, pero en el segundo obtuvo la segunda mejor nota en el Examen de Cadete del Mar. Tras graduarse aquí, Scheer se embarcó en un programa de entrenamiento especial de seis meses para artillería, guerra torpedera y entrenamiento de infantería. Posteriormente, fue asignado al buque para el entrenamiento de artillería SMS Renown. Asimismo, estuvo un corto espacio de tiempo en la fragata acorazada SMS Friedrich Carl, rematando su formación como cadete en una vuelta al mundo a bordo del crucero protegido SMS Hertha, circunnavegación que le llevó a los puertos de Melbourne, Yokohama, Kobe, Nagasaki y Shanghái.
Tras su comisión en la Marina Imperial, fue destinado al Escuadrón de África Oriental, con el que realizó una gira entre 1884-86. Fue asignado a la tripulación de la fragata SMS Bismarck y ascendido a teniente. También hizo interesantes amistades en África, como Henning von Holtzendorff, futuro Comandante de la Flota de Alta Mar. Durante esta asignación al escuadrón africano, Scheer pudo participar en el derrocamiento de un cacique probritánico en Camerún.
De vuelta en Alemania, Scheer continuó con su entrenamiento torpedero en el SMS Blücher, de enero a mayo de 1888, mes en que retornó a África como oficial torpedero a bordo de la corbeta SMS Sophie, destino que se prolongó hasta el verano de 1890. Entonces Scheer retornó a su patria para ser nombrado instructor del Comando de Investigación Torpedera en Kiel. Hasta este momento de su carrera, Scheer se había labrado una sólida reputación como especialista torpedero. Estando en Kiel pudo conocer a Alfred von Tirpitz, quien tomó nota de su experiencia. Cuando Von Tirpitz fue ascendido a la Secretaría de Estado de la Oficina Imperial Naval, en 1897, transfirió a Scheer a la Reichsmarineamt para trabajar en la sección de torpedos.

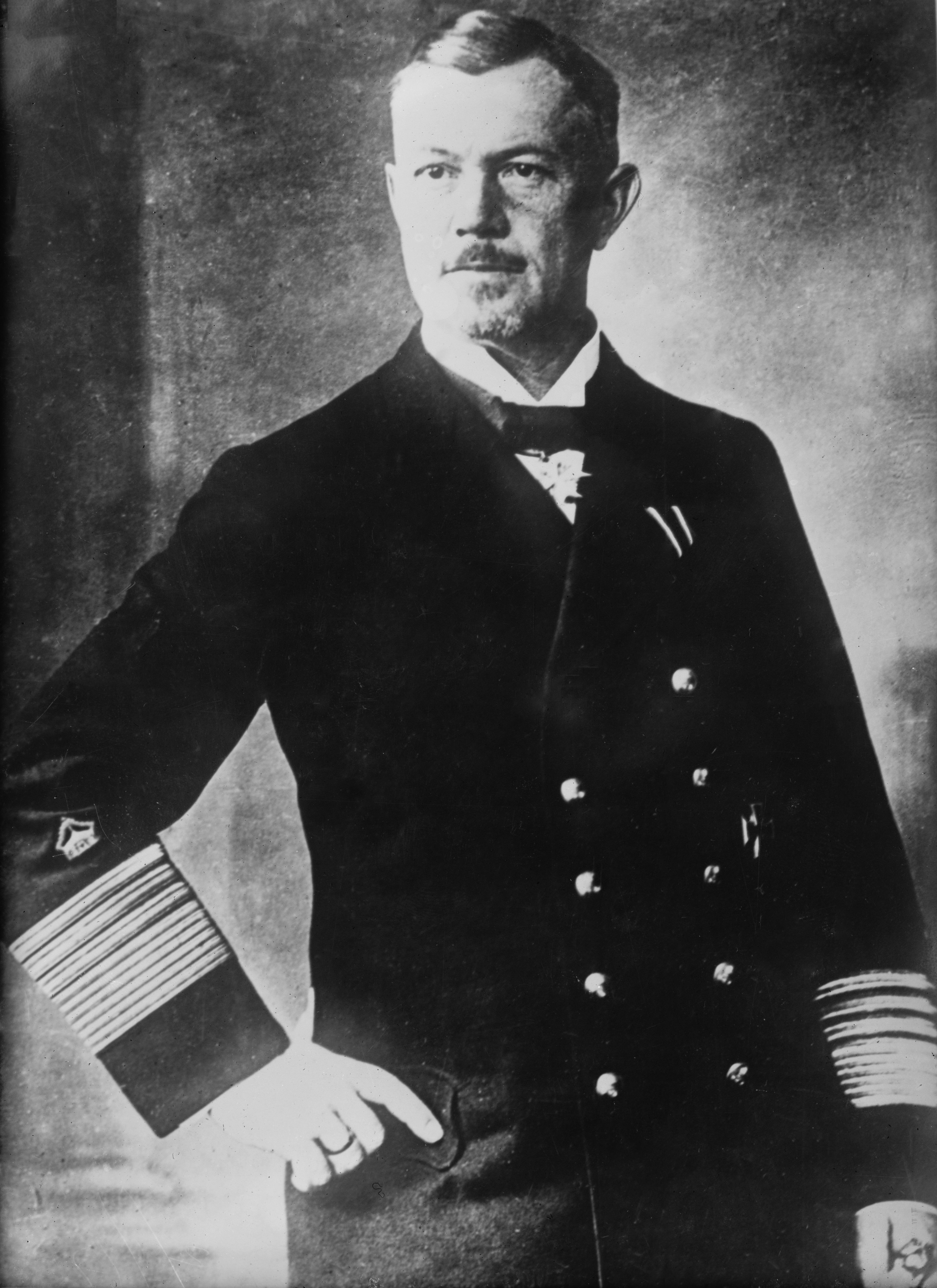
Scheer en 1910.

Tras ascender a capitán de corbeta, le fue asignado el comando del crucero ligero SMS Gazelle. En 1905 ya era capitán de navío y en 1907 tomó el comando del acorazado SMS Elsaß, donde permanecería dos años. Un informe de 1 de diciembre de 1909 recomendaba a Scheer para un ascenso, convirtiéndose así en Jefe de Personal del oficial comandante de la Flota de Alta Mar, almirante Henning von Holtzendorff, bajo cuyo mando Scheer ya había servido en el crucero SMS Prinzess Wilhelm. Tras seis meses aquí y con solo 47 años, Scheer ya era oficial de bandera. Ocupó el cargo de Jefe de Personal hasta finales de 1911, cuando fue enviado de nuevo a la Reichsmarineamt de Von Tirpitz. Tras esto ocuparía el puesto de Jefe del Departamento General Naval, nombramiento con el que pudo volver a la mar como comandante de los seis barcos de guerra del II Escuadrón de Batalla de la Flota de Alta Mar, en enero de 1913.

## Primera Guerra Mundial
El 9 de diciembre de 1913, Scheer fue ascendido a Almirante, aunque permaneció en el II Escuadrón de Batalla hasta enero de 1915, cuando ya se había iniciado la Primera Guerra Mundial. A partir de entonces tomó el mando del III Escuadrón de Batalla, formado por los más poderosos acorazados de la Marina Imperial: los dreadnoughts de clase König y Káiser. Al mando de esta poderosa fuerza Scheer dirigió diversos ataques contra las costas británicas para atraer segmentos de la numéricamente superior Marina Real Británica. Fue muy crítico con el almirante Friedrich von Ingenohl, a quien consideraba excesivamente prudente.
Tras los bombardeos de Scarborough, Hartlepool y Whitby, acción en la que Ingenohl se había retirado ante una escuadra británica muy inferior, Scheer comentó: «[Ingenohl] nos había robado la oportunidad de conocer algunas divisiones del enemigo de acuerdo al plan preestablecido, que ahora nos parece correcto». Tras la pérdida del SMS Blücher en la Batalla del Banco Dogger, en enero de 1915, el Káiser destituyó a Von Ingenohl el 2 de febrero. Le sustituyó el almirante Hugo von Pohl, otro hombre sumamente precavido que en lo que restaba de 1915 solo llevó a cabo cinco ineficaces acciones con la flota y siempre en el radio de 120 millas náuticas de la isla de Heligoland.

### Mando de la Flota de Alta Mar
El 18 de enero de 1916, Reinhard Scheer se convirtió en Comandante de la Flota de Alta Mar en sustitución de Hugo von Pohl, que se había puesto enfermo. Una vez ascendido, Scheer escribió Principios rectores de la guerra marítima en el Mar del Norte, donde expuso sus planes estratégicos. Su idea central era que la Gran Flota británica debía ser presionada por el aumento de la actividad de los submarinos U-boot, las incursiones en dirigibles zeppelín y las salidas de la Flota de Alta Mar. La Gran Flota se vería así forzada a abandonar el bloqueo a distancia y tendría que atacar a la flota alemana. El Káiser aprobó el memorando el 23 de febrero de 1916. Ahora Scheer podría utilizar la flota de forma más agresiva.
Después de que Guillermo II prohibiera la guerra submarina sin restricciones el 24 de abril de 1916, Scheer ordenó el regreso a Alemania de todos los U-boot que operaban en el Atlántico y el fin de sus ataques al comercio. Su intención era enviarlos a apoyar a la flota atacando los buques británicos cuando dejaran sus grandes bases navales. Los submarinos podrían interceptar las fuerzas británicas en sus salidas al mar provocadas por los bombardeos del I Grupo de Reconocimiento del almirante Franz von Hipper. Scheer planeó la operación para el 17 de mayo, pero las reparaciones que estaba recibiendo el crucero de batalla SMS Seydlitz tras las acciones del mes anterior y los problemas de condensador en varios acorazados del III Escuadrón de Batalla, retrasaron su ejecución hasta el día 31.

#### La Batalla de Jutlandia

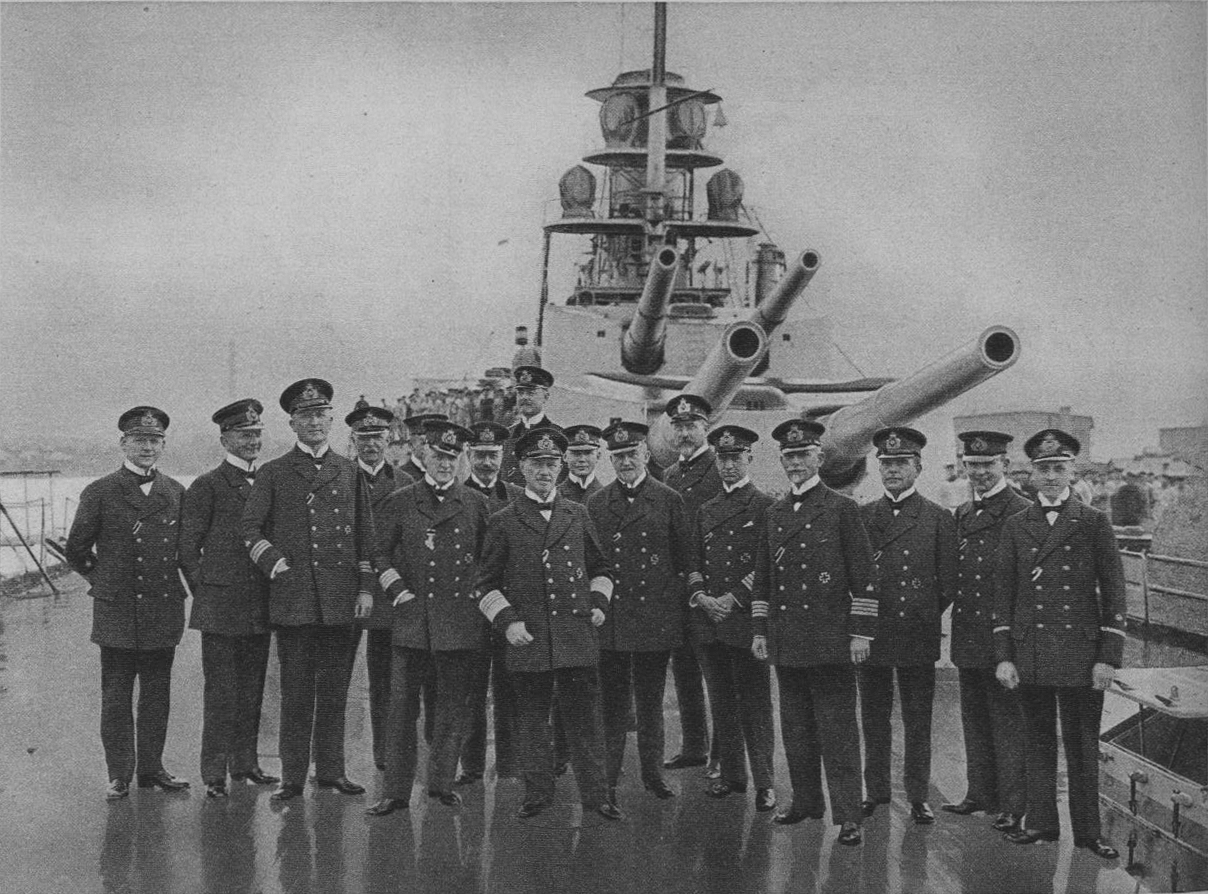
Reinhard Scheer (centro) con su Estado Mayor en 1916.

La flota del almirante Scheer, compuesta por 16 dreadnoughts, 6 pre-dreadnoughts, 6 cruceros ligeros y 31 buques torpederos, dejó el estuario del río Jade la mañana del día 31. La flota navegó junto con los cinco cruceros de batalla, cruceros de soporte y buques torpederos de Franz von Hipper. La inteligencia británica y sus criptógrafos habían interceptado y descifrado los mensajes de radio alemanes que contaban sus planes, y así tenían lista su Gran Flota, compuesta por 28 acorazados y 9 cruceros de batalla. La noche anterior esta fuerza ya estaba preparada para salir al encuentro de los alemanes con el fin de detenerlos y aniquilarlos.
A las 16:00 se vieron las caras las dos flotas y comenzó el intercambio de fuego con los navíos de Hipper en el flanco sur, por donde debía aparecer la flota de Scheer. En estos primeros momentos del combate los barcos de Hipper consiguieron hundir los cruceros de batalla Indefatigable y Queen Mary, y al llegar la Flota de Alta Mar, el vicealmirante David Beatty viró al norte para atraer a los alemanes a la zona por la que llegaba rápidamente la Gran Flota, comandada por el almirante John Jellicoe. En este movimiento hacia el norte, la flota de Franz von Hipper continuó rodeando tanto los cruceros de batalla de Beatty como los navíos clase Queen Elizabeth del 5.º Escuadrón de Batalla. A las 18:30 la Gran Flota llegó a escena y se desplegó en una posición que cruzaría la T de la formación de Scheer. Para sacar a su flota de esta peligrosa posición, Scheer ordenó un giro de 16 puntos en dirección suroeste, y a las 18:55 ordenó un segundo giro de otros 16 puntos para lanzar un ataque contra la flota británica. Más tarde Scheer explicó su razonamiento:

Era demasiado pronto para asumir la orden de cruce nocturno. El enemigo podría habernos motivado para luchar antes de que oscureciera, podría habernos impedido ejercer nuestra iniciativa y podría habernos cortado el retorno a la bahía alemana. Solo había una manera de evitarlo: infligir un segundo golpe contra el enemigo con otro avance a través de su formación sin reparar en el coste… También ofreció la posibilidad de un último intento de brindar ayuda a los duramente presionados Wiesbaden, o al menos rescatar su compañía de barcos.

Esta maniobra puso de nuevo a Scheer en una posición peligrosa; Jellicoe había movido al sur su flota y cruzado la T de su posición. Una tercera vuelta de 16 puntos fue cubierta con una carga de los mermados cruceros del almirante Hipper. Entonces Scheer ordenó a la flota adoptar la formación de cruce nocturno, completada a las 23:40. Se produjeron una serie de enfrentamientos feroces entre los acorazados de Scheer y los destructores de Jellicoe, pero los alemanes consiguieron abrirse camino a través de las líneas británicas y ganar Horns Reef. La Flota de Alta Mar llegó al río Jade entre las 13:00 y las 14:45 del 1 de junio; Scheer ordenó a los cruceros menos dañados del I Escuadrón tomar posiciones defensivas en la rada del Jade mientras que los acorazados clase Káiser eran llevados a tareas de reparación en Wilhelmshaven.

#### Tras Jutlandia
Tras el fin de la batalla Scheer escribió una evaluación de la participación para el Káiser. En ella el almirante insistía en la reanudación de la guerra submarina sin restricciones en el Atlántico, pues creía que era la única manera de derrotar al Reino Unido. Scheer pasó el resto de ese año discutiendo la cuestión con el Comando Naval hasta que, finalmente, prevaleció su opinión y la guerra submarina sin restricciones fue reanudada en febrero de 1917. A pesar de su convicción de que solo los submarinos podrían derrotar a la flota inglesa, Scheer continuó atacando con la flota de superficie, y así, el 18 y 19 de agosto de 1916 la Flota de Alta Mar había vuelto a hacer un intento de atraer y derrotar el escuadrón de cruceros de batalla del almirante Beatty. La Marina Real Británica nuevamente interceptó y decodificó los radiomensajes alemanes y envió a la Gran Flota a su encuentro, pero en este caso Scheer lo supo a tiempo y pudo retirarse de vuelta a Alemania. A finales de 1917 Scheer comenzó a emplear los buques ligeros de su flota para atacar los convoyes británicos a Noruega y el Mar del Norte, lo que obligó a los británicos a disponer escoltas de buques de guerra. Esto le presentó a Scheer la oportunidad de aislar y destruir varios navíos de la Gran Flota. Con ese fin, el 23 de abril de 1918 envió a toda la Flota de Alta Mar a interceptar uno de esos convoyes, pero los cruceros de batalla del almirante Franz von Hipper cruzaron en varias ocasiones las rutas que estos solían emplear sin encontrarse con ninguno. Más tarde se supo que la inteligencia alemana había calculado mal la fecha de salida de estos convoyes desde Gran Bretaña, por lo que a las 19:00 del mismo día la Flota Imperial no tuvo más remedio que poner rumbo sur hacia sus bases en el Mar del Norte.

### Jefe del Estado Mayor Naval
En junio de 1918, Scheer fue informado de que el estado de salud del almirante Von Holtzendorff no le permitía permanecer en su puesto como jefe del personal naval mucho más tiempo, y el 28 de julio le hicieron saber que Von Holtzendorff había presentado su renuncia al Káiser. Dos semanas después, el 11 de agosto de 1918, Scheer fue ascendido a Jefe del Estado Mayor Naval, mientras que su subordinado Franz von Hipper le sucedió como comandante de la Flota de Alta Mar. Al día siguiente Scheer se reunió con el mariscal de campo Paul von Hindenburg y con el general Erich Ludendorff para discutir el deterioro de la situación en la guerra. Los tres coincidieron en que una campaña de los submarinos U-boot sería la única esperanza de una victoria alemana, ya que el ejército alemán había sido puesto a la defensiva. Scheer llamó entonces a un programa de choque para construir un número mucho mayor de submarinos, y estipuló que, al menos, debían fabricarse 16 submarinos adicionales al mes en el último cuarto de 1918, cifra que debería ampliarse a 30 adicionales por mes en el tercer cuarto de 1919. En total, el plan preveía entre 376 y 450 nuevos U-boot. Sin embargo, el historiador naval alemán Holger Herwig sugirió que el programa fue «un esfuerzo de propaganda masiva diseñada para tener efecto dentro y fuera de Alemania».
En octubre, con la guerra prácticamente perdida, Scheer y Hipper planearon un último ataque de su flota contra la Gran Flota británica. La idea de Scheer era infligir el máximo daño posible a los ingleses, sin reparar en las pérdidas que sufriría la Flota de Alta Mar, y así colocar a Alemania en una posición más fuerte de cara a la negociación. El plan incluía dos ataques simultáneos por parte de cruceros ligeros y destructores, uno en Flandes y el otro contra la navegación en el estuario del río Támesis. Los cinco cruceros de batalla darían apoyo al ataque en el Támesis y los dreadnoughts se mantendrían frente a la costa flamenca. Tras estas dos acciones, la flota se concentraría en la costa neerlandesa para plantar batalla a la Gran Flota británica. Mientras los buques se concentraban en Wilhelmshaven surgió un serio problema: los marineros, cansados de una guerra larga y brutal que estaba perdida, comenzaron a desertar en masa. Por ejemplo, aprovechando la estancia en puerto del Von der Tann y el Derfflinger, 300 marineros de ambos buques saltaron por la borda y se fueron. El 24 de octubre de 1918 se dio la orden de soltar amarras del puerto de Wilhelmshaven, pero la noche del 29 los marineros de varios buques se amotinaron: tres barcos del III Escuadrón se negaron a levar anclas y en los acorazados SMS Thüringen y SMS Helgoland se produjeron actos de sabotaje. Vista la rebelión, la orden de partir fue anulada y la operación contra los británicos cancelada. Además, en un intento por sofocar el motín, los escuadrones de la Flota de Alta Mar fueron dispersados.

## Últimos años y fallecimiento

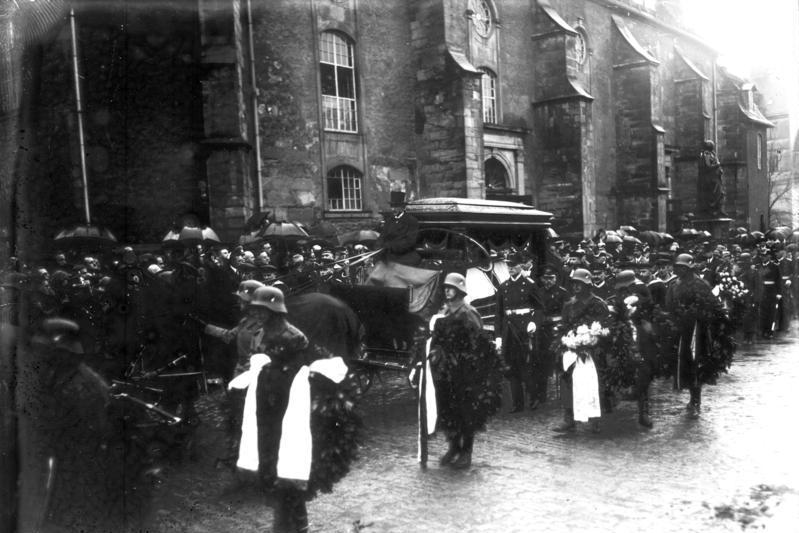
Funeral de Scheer en Weimar, noviembre de 1928. El féretro fue acompañado de una guardia de honor.

Scheer escribió sus memorias de guerra en 1919. En octubre de 1920 un intruso allanó su casa y asesinó a su esposa Emilie y a su criada, además de dejar malherida a su hija Else. El asaltante después se suicidó en el sótano de la vivienda. Tras este terrible golpe, Reinhard Scheer se retiró en soledad. Escribió una autobiografía, titulada De velero a submarino —Vom Segelschiff zum U-Boot—, que fue publicada el 6 de noviembre de 1925.
En 1928 Scheer aceptó una invitación para reunirse en Inglaterra con su adversario en la batalla de Jutlandia, John Jellicoe. Sin embargo, el antiguo almirante alemán falleció en la localidad de Marktredwitz antes de poder iniciar el viaje, a la edad de 65 años. Fue enterrado en el cementerio municipal de Weimar. Su lápida reza: hier ruht admiral reinhard scheer —Aquí yace el almirante Reinhard Scheer—, junto con las fechas de su vida, su bandera en un aplique de metal y la única palabra skagerrak, la denominación alemana para la batalla de Jutlandia. 
El crucero pesado Admiral Scheer fue nombrado en su honor y botado en 1933 por la Reichsmarine de la República de Weimar en una ceremonia en la que fue amadrinado por su hija Marianne.